# 奧托 (名)
奧托是一個男性化的德語名字和姓氏。它起源於以 aud-開頭的日耳曼名稱的古高地德語縮寫形式（變體 Audo、Odo、Udo），該詞意為“財富、繁榮”。
這個名字記錄於7世紀（西吉貝爾特三世的朝臣宮相奧托）。奧托同時是10世紀三位德國國王的名字，其中第一位是奧託一世（也稱奧托大帝），第一位神聖羅馬帝國皇帝，奧托王朝的創始人。
前綴的哥特式形式是auda-（例如 Audaþius），盎格魯-撒克遜語形式是ead-（例如 Eadmund），古諾爾斯語形式是 auð-。
由於奧托·馮·俾斯麥，奧托這個名字在19世紀後期與德意志帝國密切相關。在1880年代至1890年代期間，它在美國（可能是德裔美國人的家庭）相對頻繁地出現，在整個1880至1898年間一直保持在美國最受歡迎的100個男性名字中，但在1900年後隨著第一次世界大戰引發的反德情緒，以奧托為名的人逐漸減少。1919年低於200名，1947年低於500名，1975年低於1000名；它僅在2010年代重新進入美國最受歡迎的前1000個名字，截至 2013 年排名第 696 位。